# Priscilla Chery-Lebon
Priscilla Chery-Lebon, née le 9 août 1971, est une judokate mauricienne.

## Carrière
Elle évolue dans la catégorie des moins de 61 kg dans laquelle elle est médaillée d'or aux Championnats d'Afrique 1994 et aux Jeux africains de 1995 à Harare puis médaillée de bronze aux Championnats d'Afrique de judo 1996 en Afrique du Sud. Elle remporte la médaille d'or en individuel aux Jeux des îles de l'océan Indien en 1993, 1998 et 2003 (en moins de 70 kg en 2003) ; l'édition 2003 est aussi ponctuée par une médaille d'or par équipes.
Elle participe aux Jeux olympiques d'été de 1996 à Atlanta.
Au niveau national, elle est championne de Maurice de 1986 à 1998.
Ses performances la mènent à être nommée sportive de l'année en 1994 et 1995 par le Mauritius Sports Council.